# XV Всемирный фестиваль молодёжи и студентов
XV Всемирный фестиваль молодёжи и студентов — фестиваль, проводившийся с 8 по 16 августа 2001 года в столице Алжира — город Алжир. Лозунг фестиваля — «Глобализуем борьбу за мир, солидарность, развитие, против империализма».

## История
Фестиваль был впервые организован в арабской стране, а также первым в Африке и собрал 6500 делегатов из более чем 100 стран мира — минимальное количество участников за всю историю Фестиваля. Международные подготовительные встречи прошли в таких странах, как Куба, Индия, Кипр и Алжир. Событие произошло после успешного возрождения фестивального движения на 14-м Всемирном фестивале молодежи и студентов в Гаване, и ознаменовал собой продолжение духа интернационалистского и антиимпериалистического молодежного фестиваля.

## Призыв к фестивалю
Международное фестивальное движение, начатое в начале 1947 года, предложило молодежи всего мира пространство свободного выражения своих интересов и форум солидарности с людьми, стремящимися к независимости, самоопределению и развитию. Человечество вступает в 21 век с надеждами и новыми устремлениями, но в то же время ему приходится сталкиваться с большими вызовами, осознавая, что не все перемены последних столетий изменили нашу жизнь к лучшему; скорее, это зависит от нашей юношеской, общей и спаянной борьбы как активной силы народов. 15-й Всемирный фестиваль молодежи и студентов призван усилить работу предыдущих фестивалей и пройдет в новом тысячелетии, отмеченном катастрофическими последствиями глобализации и новой реструктуризацией международных отношений, под лозунгом, принятым консенсусом “Давайте глобализируем борьбу за мир, солидарность, развитие, против империализма”. Этот 15-й ВФМС также играет большую роль в эпоху, когда гражданское общество на международном уровне стало неоспоримым партнером в принятии решений благодаря разнообразной борьбе, возглавляемой неправительственными организациями, которые позиционируют себя как реальные способы заявить о себе и выразить озабоченность различных слоев населения.

## Обстановка накануне фестиваля
Обстановка, в которой проходил фестиваль, была напряжённой — Алжир уже десятилетие находился в состоянии гражданской войны. В год проведения фестиваля осложнилась ситуация в Кабилии, в котором подвергалось дискриминации берберкское население, а также проводились жестокие подавления выступлений бербеков жандармерией.

## Делегации
Фестиваль посетили более 1000 делегатов из самого Алжира, в том числе 50 студентов берберского происхождения, чьи семьи живут в Кабилии.
Ряд других стран Африки прислали значительные делегации, в том числе Сирия, Ирак, Ливан, Йемен, Судан, Египет и Тунис — впервые в истории ВФМС. Большая делегация из более чем 400 человек прибыла вместе с Фронтом Полисарио из Западной Сахары, которые подняли проблему их продолжающегося конфликта с Марокко.
Ожидалось прибытие почти 1000 молодых людей из Северной и Южной Америки, а Куба направила делегацию из 600 человек, самую многочисленную в регионе. Несколько сотен человек приехали из Венесуэлы, Гаити, Доминиканской Республики, США и Пуэрто-Рико.

## Мероприятия
Большинство мероприятий проводилось в Университете наук и технологий Хуари-Бумедьен. Политические темы конференций включали мир, безопасность, международное сотрудничество; самоопределение, суверенитет, национальное освобождение, солидарность; демократию; развитие и окружающую среду; занятость; образование, науку и технологии; детство; женщин; здравоохранение; коммуникацию и культуру; расизм, неофашизм и дискриминацию; молодежные движения; студенческое движение; права человека и народов.
Фестиваль был призван стать открытым форумом для молодых людей для обмена опытом, совместной работы в поисках альтернативных решений и разработки совместных программ действий по широкому кругу вопросов. Темы дискуссий включали разоружение и построение безъядерного мира, «Новый мировой порядок» и НАТО, а также неолиберальную глобализацию.
Один день фестиваля был посвящён солидарности с народом Пуэрто-Рико в их борьбе за вывод ВМС США с острова Вьекес — остров использовался в качестве тренировочного полигона для бомбардировки.
Также состоялся объединенный форум солидарности с борьбой народов Кубы, Пуэрто-Рико, Венесуэлы и Колумбии. В жюри входила Мария Пили Эрнандес — представитель венесуэльской партии «Движение за Пятую республику». Она описала изменения в конституции Венесуэлы и другие меры правительства Чавеса как альтернативный пример, «третий путь» в борьбе с империализмом.
Также обсуждались такие вопросы, как искоренение расизма, гендерное равенство, ВИЧ/СПИД и злоупотребление наркотиками. Например, в рамках мероприятия состоялась совместная конференция ВФДМ — ЮНЕСКО на тему «Роль молодых женщин в продвижении культуры мира в Африке». Фестиваль также состоялся по случаю 35-й годовщины основания Организации студентов Карибского бассейна и Латинской Америки (OCLAE), которая отметила, что студенческие федерации, представленные в OCLAE и на 15-м всемирном фестивале молодежи, являются частью формирующегося антиимпериалистического молодежного движения, которое возрождает организацию.
Культурные мероприятия на фестивале включали серию любительских турниров, включая футбол, баскетбол, гандбол, соревнования на инвалидных колясках, шахматный матч, большой и настольный теннис. Также была проведена серия фестивалей политической песни, современной музыки, танцев и пантомимы, традиционного фольклора и кинематографистов.